# Tine Soens
Tine Soens (Kortrijk, 8 januari 1988) is een Belgisch politica voor Vooruit.

## Biografie
Soens studeerde Politieke wetenschappen aan de Universiteit Gent, alwaar ze in 2011 een master in de internationale politiek behaalde. Van 2012 tot 2013 was ze management assistent bij Delaware Consulting en 2013 tot 2014 was ze parlementair medewerkster van Philippe De Coene.
Bij de Vlaamse verkiezingen van mei 2014 stond ze op de vierde plaats van de sp.a-lijst voor de kieskring West-Vlaanderen. Ze werd verkozen tot Vlaams Parlementslid met 7.474 voorkeurstemmen. Soens zetelde in commissies Onderwijs en Buitenlands Beleid, Europese Aangelegenheden, Internationale Samenwerking, Toerisme en Erfgoed en hield zich in het Vlaams Parlement vooral bezig met buitenlandse dossiers, zoals de relaties met Saoedi-Arabië. Bij de verkiezingen van mei 2019 stond Soens op de eerste opvolgersplaats van de sp.a-lijst voor het Europees Parlement. 
Van mei 2019 tot juni 2023 was Soens internationaal secretaris van sp.a en Vooruit. In deze functie coördineerde ze het Europese en internationale beleid van de partij en verzorgt ze de relaties met buitenlandse zusterpartijen. Ze volgde Jan De Bock op. Ook was ze van juli 2019 tot januari 2023 adviseur van Jurgen Vanlerberghe, gedeputeerde voor West-Vlaanderen. Sinds januari 2023 is Soens fractiesecretaris voor Vooruit in het Vlaams Parlement.
Op lokaal politiek niveau zetelt Soens sinds de lokale verkiezingen van oktober 2018 als gemeenteraadslid van Kortrijk.